# Radula curvilobula
Radula curvilobula là một loài rêu trong họ Radulaceae. Loài này được M. L. So mô tả khoa học đầu tiên năm 2005.